# John Laurens
John Laurens ( Charleston, Carolina del Sur, 28 de octubre de 1754 - Río Combahee, al sur de Charleston, 27 de agosto de 1782) fue un oficial estadounidense y estadista de Carolina del Sur durante la Guerra de Independencia de los Estados Unidos de América: Fue reconocido por su crítica hacia la esclavitud y sus esfuerzos por reclutar esclavos que lucharan como soldados del Ejército Continental de los Estados Unidos, a cambio de su libertad. Además publicó varios ensayos bajo el pseudónimo Antibiastes. 
En 1778, Laurens obtuvo la aprobación del Congreso Continental para reclutar una brigada de 3000 esclavos. Les prometió su libertad a cambio del servicio militar. El plan falló por la oposición política en Carolina del Sur, y Laurens fue asesinado en la batalla del río Combahee en agosto de 1782.

## Edad temprana y educación
Laurens nació en 1754 en Carolina del Sur; Henry Laurens y Eleanor Ball en Charleston, Carolina del Sur, cuarto hijo de trece hermanos; cuyas familias eran prósperas como plantadoras de arroz. Henry Laurens corrió una de las más grandes de comercio de esclavos casas en el país con su compañero Richard Oswald. Para la década de 1750, Henry Laurens y su socio de negocios, George Austin se habían vuelto ricos como dueños de una de las casas de comercio de esclavos más grandes de América del Norte.
John fue el mayor de los cinco hijos que sobrevivieron a la infancia. John y sus dos hermanos menores, Henry Jr. y James, que posteriormente murió estando a cargo de John, recibieron tutoría en casa, pero después de la muerte de su madre, su padre los llevó a Inglaterra para su educación. Sus dos hermanas, Martha y Mary, se quedaron con un tío en Charleston. Laurens completó sus estudios en Europa, por primera vez en Londres en 1771, luego en Ginebra, Suiza, en 1772.
En su juventud, Laurens había expresado un considerable interés en la ciencia y la medicina, pero al regresar a Londres en agosto de 1774, se rindió al deseo de su padre de estudiar derecho; en agosto de 1774 regresó a Londres para hacerlo. En noviembre de 1774, Laurens comenzó sus estudios legales en el Templo Medio. El padre de Laurens regresó a Charleston, dejando a Laurens como tutor de sus hermanos, ambos inscritos en escuelas británicas; en dicho momento, el menor de los hermanos, sufrió un accidente que causó su muerte mientras John, al cargo de los jóvenes estudiaba. James cayó de una ventana muriendo al instante.
En octubre de 1771, el padre de Laurens se mudó con sus hijos a Londres, y Laurens se educó en Europa entre los 16 y los 22 años. Durante tres años, a partir de junio de 1772, él asistió a la escuela en Ginebra, Suiza, donde vivía con un amigo de la familia.

## Educación en Ginebra
El mayor de los Laurens, continúo una formación en las matemáticas impartida por Louis de Végobre, participante en parlamentos y diversos juicios; congresos maestro con el que después de su partida se escribirían con frecuencia.
Un año después, el surcarolino Francis Kinloch, también se unió a los estudios en Ginebra donde también mantuvo una amistad cercana con Laurens.

## Regreso a Estados Unidos
El 26 de octubre de 1776, Laurens se casó con Martha Manning, hija de un mentor y amiga de la familia, tras un embarazo indeseado. El cuñado de Laurens era William Manning, gobernador del Banco de Inglaterra y miembro del Parlamento.
Laurens seguía decidido a unirse al Ejército Continental y luchar por su país, en lugar de completar la escuela de leyes en Inglaterra y criar una familia allí. Se embarcó para Charleston en diciembre de 1776, dejando a su esposa embarazada en Londres con su familia.
Su padre volvió a Carolina del Sur, pero se negó a que John regresara hasta completar sus estudios legales dos años más tarde. En el verano de 1777, después de la Guerra de la Independencia había comenzado, Laurens acompañó a su padre a Filadelfia, donde el hombre mayor era participante en el Congreso Continental. A pesar de las objeciones del padre, John siguió al general George Washington al campamento como voluntario a la edad de 23 años.

## Carrera

### 1777-1780

#### Servicio como ayudante de George Washington
Laurens se unió al ejército continental , y después de la batalla de Brandywine, fue nombrado un ayudante de campo del general Washington con el rango de teniente coronel. Sirvió con el barón von Steuben, haciendo de reconocimiento desde el principio de la batalla de Monmouth.
Entabló una relación con Alexander Hamilton y una gran amistad con el general marqués de Lafayette . Mostró valor temerario en las batallas de Brandywine, Germantown en la que fue herido, y Monmouth, donde su caballo recibió un disparo por debajo de él. Después de la batalla de Brandywine, Lafayette observó que, «No fue culpa suya que no haber muerto ni herirse, hizo todo lo que era necesario para conseguir uno u otro».
El 23 de diciembre de 1778, Laurens y el general Charles Lee se enfrentaron en un duelo en las afueras de Filadelfia después de que Laurens se molestó por la difamación del carácter de Washington por parte de Lee. Lee fue herido en el lado por el primer disparo Laurens y el asunto fue terminado por los segundos de los hombres, antes de que pudieran disparar una segunda vez.

### Antiesclavismo y reclutamiento de soldados negros
Como los británicos intensificaron las operaciones en el Sur, Laurens promovió la idea de armar a los esclavos y otorgándoles la libertad a cambio de su servicio. Había dicho, «Nosotros, los estadounidenses, al menos en las colonias del sur, no podemos luchar con una buena gracia, por la libertad, hasta que le hayamos dado una voz a nuestros esclavos». A principios de 1778, propuso a su padre a utilizar los 40 esclavos se puso de pie para heredar como parte de una brigada. Henry Laurens, ahora presidente del Congreso Continental, le concedió el deseo, pero sus reservas hizo John posponer el proyecto.
En marzo de 1779, el Congreso aprobó el concepto de un regimiento de esclavos, encargó a Laurens como teniente coronel, y lo envió al sur para reclutar un regimiento de 3000 soldados negros.
Laurens ganó la elección a la cámara de Carolina del Sur de Representantes , y presentó a su plan de regimiento negro conformado por 3,000 soldados en 1779 y 1780 (y de nuevo en 1782); sin embargo, el plan fue rechazado, y Laurens finalmente no tuvo éxito. Habiendo ganado la elección para la Cámara de Representantes de Carolina del Sur, Laurens presentó su plan de regimiento negro en 1779, nuevamente en 1780, y una tercera vez en 1782, enfrentándose a un abrumador rechazo cada vez. El gobernador John Rutledge y el general Christopher Gadsden se encontraban entre los opositores. Una fuerte creencia de Laurens era que los blancos y negros compartían una naturaleza similar y que podrían aspirar a la libertad en una sociedad republicana, aparte de otros líderes en la revolucionaria Carolina del Sur.

### Batallas en Carolina Del Sur
En 1779, cuando los británicos amenazaron a Charleston, el gobernador Rutledge propuso rendir la ciudad con la condición de que Carolina se volviera neutral en la guerra. Laurens se opuso firmemente a la idea y luchó con las fuerzas continentales para repeler a los británicos.

### Batalla de Coosawhatchie
El coronel John Laurens recibió una herida leve, el 3 de mayo de 1779, las tropas del coronel William Moultrie superaron en número a dos, enfrentaron a 2,400 regulares británicos bajo el mando del general Augustine Prévost, que cruzó el río Savannah. En un punto a unas dos millas al este del río Coosawhatchie, Moultrie había dejado a 100 hombres para vigilar el cruce de un río y avisar cuando llegaran los británicos.
A medida que el enemigo se acercaba, Moultrie estaba a punto de enviar un asistente para que éstas tropas regresaran a la fuerza principal cuando el Coronel John Laurens se ofreció para guiarlos de vuelta. Moultrie tenía tanta confianza en el oficial que envió a 250 hombres para ayudar a cubrir los flancos. En directa desobediencia de las órdenes, Laurens cruzó el río y formó a los hombres en fila para la batalla. No logró tomar el terreno elevado y sus hombres sufrieron mucho por el fuego enemigo bien ubicado. El propio Laurens resultó herido, y su segundo al mando volvió a la fuerza principal en Tullifinny, donde Moultrie se vio obligado a retirarse hacia Charleston.
Debido a las conexiones de Laurens, sus actividades no pudieron pasar inadvertidas; por ejemplo, en una carta del 5 de mayo al gobernador de Virginia, el teniente gobernador de Carolina del Sur, Thomas B, «Armó una escaramuza con el partido avanzado del enemigo ayer, y también le dispararon a su caballo. Está en buenas condiciones. Ore para que lo sepa su padre».

### Batallas de Savannah y Charleston
Batalla perdida. Laurens comandó un regimiento de infantería en el fallido ataque del general Benjamin Lincoln en Savannah, Georgia.

### Prisionero de guerra
Laurens fue tomado prisionero por los británicos en mayo de 1780, después de la caída de Charleston. Como prisionero de guerra, fue enviado a Filadelfia, donde recibió la libertad condicional con la condición de que no saliera de Pensilvania.
En Filadelfia, Laurens pudo visitar a su padre, quien pronto se embarcaría para los Países Bajos como embajador estadounidense, en busca de préstamos. Durante el viaje a su puesto, el barco de Henry Laurens fue capturado por los británicos, lo que resultó en el encarcelamiento del mayor Laurens en la Torre de Londres.
Determinado a regresar a Carolina del Sur, y con la expectativa de ser liberado por un intercambio de prisioneros en noviembre de 1780, Laurens escribió a George Washington y solicitó una licencia de ausencia de su servicio como ayudante de campo:
«Mi querido general:
Sumergido a las oficinas centrales por mi apego a Su Excelencia y el patrocinio con el que ha tenido el placer de honrarme, nada más que el próximo cruce crítico de los asuntos del sur y la expectativa de mis compatriotas podrían inducirme a solicitar un mayor permiso de ausencia en caso de mi intercambio... Me permito la esperanza de que mi relación con el país y mis relaciones como hombre del sur me permita tener alguna habilidad en el nuevo teatro de la guerra, y la actual estación de tranquilidad aquí parece demasiado favorable. oportunidad de ser pasado por alto: estos motivos que presento a Su Excelencia, me piden que solicite su permiso para unirse al ejército del sur para la campaña subsiguiente.»
Washington respondió: «Los motivos que los llevaron al sur son demasiado loables y demasiado importantes para no cumplir con mi aprobación».

### Misión diplomática a Francia
Luego de su liberación, Laurens fue nombrado involuntariamente por el Congreso en diciembre de 1780 como ministro especial de Francia. Prefiriendo regresar al Sur, originalmente rechazó el puesto y propuso a Alexander Hamilton como el mejor candidato. Laurens fue finalmente persuadido por Hamilton y el Congreso para que aceptaran el puesto. Escribió nuevamente a Washington para advertirle que "desafortunadamente para Estados Unidos, el Coronel Hamilton no era lo suficientemente conocido en el Congreso para unir sus sufragios a su favor y me aseguraron que no quedaba otra alternativa para mi aceptación que el fracaso total del negocio. Me redujeron a presentar, y renuncié a mi plan de participar en la campaña del sur ".
En marzo de 1781, Laurens y Thomas Paine llegaron a Francia para ayudar a Benjamín Franklin, quien había servido como ministro estadounidense en París desde 1777. Juntos, se reunieron con el rey Luis XVI, entre otros. Laurens obtuvo garantías francesas de que los barcos franceses respaldarían las operaciones estadounidenses ese año; el prometido apoyo naval fue más tarde para ser invaluable en el Sitio de Yorktown.
También se informó que Laurens había dicho a los franceses que, sin ayuda para la Revolución, los estadounidenses podrían verse obligados por los británicos a luchar contra Francia. Cuando Laurens y Paine regresaron a Estados Unidos en agosto de 1781, llevaron 2.5 millones de libras en plata, la primera parte de un regalo francés de 6 millones y un préstamo de 10 millones.
Laurens también pudo obtener un préstamo y suministros de los holandeses antes de regresar a casa. Su padre Henry Laurens, el embajador estadounidense en los Países Bajos que había sido capturado por los británicos, fue intercambiado por el General Cornwallis a fines de 1781, y Laurens, quien era el mayor, había procedido a los Países Bajos para continuar las negociaciones de préstamos.

### La rendición británica en Yorktown
Laurens regresó de Francia a tiempo para ver llegar a la flota francesa y unirse a Washington en Virginia en el Asedio de Yorktown. Recibió el mando de un batallón de infantería ligera el 1 de octubre de 1781, cuando fue asesinado su comandante. Laurens, bajo el mando del coronel Alexander Hamilton, encabezó el batallón en el asalto del Reducto No. 10. Las tropas británicas se rindieron el 17 de octubre de 1781, y Washington designó a Laurens como el comisionado estadounidense para redactar los términos formales de la rendición británica. Rochambeau eligió a Louis-Marie, Vicomte de Noailles, pariente de la esposa de Lafayette, para representar los intereses de Francia. En Moore House, el 18 de octubre de 1781, Laurens y el comisionado francés negociaron los términos con dos representantes británicos, y los artículos de la capitulación fueron firmados por el general Cornwallis al día siguiente.

### Regreso a Charleston
Laurens regresó a Carolina del Sur, donde continuó sirviendo en el Ejército Continental bajo el mando del General Nathanael Greene hasta su muerte. Como jefe del «departamento de inteligencia» de Greene, estacionado en las afueras de la ciudad cerca de Wappoo Creek, Laurens creó y operó una red de espías que rastrearon las operaciones británicas en Charleston y sus alrededores, y se le asignó la responsabilidad de proteger las líneas secretas de Greene. Comunicación con la ciudad ocupada por los británicos.

### Muerte en el Río Combahee
El 27 de agosto de 1782, a la edad de 27 años, Laurens recibió un disparo de su silla durante la Batalla del río Combahee, como una de las últimas víctimas de la Guerra de la Independencia. Laurens murió en lo que el General Greene describió con tristeza como «una pequeña y pequeña escaramuza» con una fiesta de forrajeo, solo unas pocas semanas antes de que los británicos finalmente se retiraran de Charleston. Laurens había estado recluido en la cama en Wappoo Creek con una fiebre intensa durante varios días, posiblemente debido a la malaria. Cuando supo que los británicos enviaban una gran fuerza de Charleston para recoger suministros, «dejó su lecho de enfermo», escribió una nota apresurada al general Greene y, sin tener en cuenta sus órdenes y los deberes importantes con los que había sido acusado —una práctica que la disciplina flexible de las fuerzas estadounidenses no inusual. El 26 de agosto, Laurens informó al general Mordecai Gist cerca del río Combahee. Gist se había enterado de que 300 tropas británicas bajo el mando del comandante William Brereton ya habían capturado un transbordador y cruzado el río, en busca de arroz para alimentar a su guarnición. Gist envió un destacamento con órdenes de atacar a los británicos antes del amanecer de la mañana siguiente. Laurens recibió órdenes, a petición suya, de tomar una pequeña fuerza río abajo para realizar un reducto en Chehaw Point, donde podían disparar contra los británicos mientras se retiraban. Laurens y sus tropas se detuvieron para pasar la noche en una casa de plantación cerca del río Combahee. Laurens durmió poco o nada, en lugar de eso «pasó la velada en una encantadora compañía de damas ... [y] abandonó esta feliz escena solo dos horas antes de que marchara río abajo». Con su comando, Laurens abandonó la plantación aproximadamente a las 3:00 AM de la mañana del 27 de agosto. Laurens se dirigió hacia Chehaw Point, liderando una fuerza de cincuenta soldados de infantería de Delaware y un capitán de artillería con un obús. Sin embargo, los británicos habían anticipado sus maniobras; antes de que Laurens pudiera llegar al reducto, 140 soldados británicos habían preparado una emboscada a lo largo de la carretera, escondida en la hierba alta a una milla de su destino.
Cuando el enemigo se levantó para disparar, Laurens ordenó una carga inmediata, a pesar de que los británicos tenían números superiores y la posición más fuerte. Gist estaba a solo dos millas de distancia, y se acercaba rápidamente con refuerzos. Según William McKennan, un capitán bajo el mando de Laurens, Laurens parecía «ansioso por atacar al enemigo antes de que apareciera el cuerpo principal», apostando que sus tropas, «aunque pocos en número, [sería] suficiente para permitirle ganar un laurel por su frente» antes del final de la lucha. La opinión de McKennan era que Laurens «quería hacer todo él mismo y tener todo el honor». Mientras Laurens lideraba la carga, los británicos abrieron fuego de inmediato, y Laurens cayó de su caballo herido de muerte. La fuerza más grande de Gist llegó a tiempo para cubrir una retirada, pero no pudo evitar pérdidas costosas, incluidos tres estadounidenses muertos. Después de la muerte de Laurens, el Coronel Tadeusz Kościuszko, quien había sido amigo de Laurens, fue de Carolina del Norte para tomar su lugar en las últimas semanas de batalla cerca de Charleston, y también se hizo cargo de la red de inteligencia de Laurens en el área. Laurens fue enterrado cerca del sitio de la batalla, en la plantación de William Stock, donde había pasado la noche anterior a su muerte. Después de que Henry Laurens regresara del encarcelamiento en Londres, movió los restos de su hijo y los reingresó en su propiedad, la plantación Mepkin.La familia Laurens vendió su plantación en el siglo XIX, y en 1936 fue adquirida por el editor Henry Luce y su esposa Clare Boothe Luce. En 1949, los Luces donaron una gran parte de la antigua plantación, incluido un extenso jardín paisajista, a los trapenses para utilizarlos como monasterio. Como Mepkin Abbey y el Jardín Botánico de Mepkin Abbey, ubicados cerca de Moncks Corner, Carolina del Sur, el sitio está abierto al público, incluido el cementerio de la familia Laurens en los terrenos del monasterio.

## Vida personal

### Matrimonio y familia
El 26 de octubre de 1776, Laurens se casó con Martha Manning en Londres. Su padre, uno de los agentes de negocios de Henry Laurens, era un mentor y amigo de la familia cuya casa Laurens había visitado con frecuencia durante sus años en Londres. Laurens escribió a un tío: «La compasión me obligó a casarme», un matrimonio no planeado que es necesario para preservar su honor, la reputación de la embarazada de seis meses de Martha y la legitimidad de su hijo. Laurens y su nueva esposa se mudaron de Londres a una casa en Chelsea, pero Laurens estaba celoso en su patriotismo y no quería quedarse en Inglaterra, creyendo que el honor y el deber lo obligaban a luchar en la Revolución Americana. En diciembre de 1776, zarpó hacia Charleston. Su esposa embarazada, incapaz de arriesgarse a un viaje por mar de un mes de duración durante la guerra, se quedó con su familia en Londres. 
El único hijo de Laurens, su hija Frances Eleanor Laurens (1777–1860), nació en enero de 1777 y se bautizó el 18 de febrero de 1777. El suegro de Laurens le escribió que el niño había «padecido mucho dolor y sufrimiento por una hinchazón en su cadera y muslo, creo que de un dolor ocasionado por el descuido de la enfermera». No se esperaba que Fanny viviera, pero para julio de 1777, se había recuperado de una exitosa cirugía en la cadera. A la edad de ocho años, después de la pérdida de ambos padres, Fanny fue llevada a Charleston en mayo de 1785, y fue criada allí por la hermana de John Laurens, Martha Laurens Ramsay y su esposo. Contra los deseos de los Ramsays, Fanny se fugó en 1795 con Francis Henderson, un comerciante escocés. Más adelante en su vida, se casó con James Cunnington y murió en Carolina del Sur a la edad de 83 años.
Laurens tuvo un nieto, Francis Henderson Jr. (1800–1847), un abogado de Carolina del Sur que murió joven después de luchar contra el alcoholismo, y que no se casó ni tuvo hijos.

### Sexualidad, relación con Alexander Hamilton y otros.
Desde muy joven, al parecer, Laurens exhibió una falta de interés en las mujeres. Cuando Laurens era un adolescente, Henry Laurens escribió a su amigo James Grant sobre la falta de interés de John en las niñas, que indica: «Maestro, Jack está demasiado cansado con sus estudios para estar pensando en ninguna de las señoritas que yo podría estar sonando en su oreja, por una corona; por qué guiar al pobre perro, al que la naturaleza irresistiblemente le plagará con toda probabilidad prontamente». A medida que maduró Laurens, sus relaciones más cercanas se formaron con los del mismo sexo; el biógrafo de Laurens, Gregory D. Massey, afirma que «reservó sus compromisos emocionales primarios para otros hombres». A pesar de que finalmente se casó, fue una unión nacida de pesar. Mientras estaba en Londres por sus estudios, Laurens embarazó a Martha Manning y se casó con ella para preservar la legitimidad de su hija. Laurens escribió a su tío, «La compasión me ha obligado a casarme».
Mientras que estaba en el campamento de Washington, Laurens conoció y se hizo estrecho amigo de Alexander Hamilton. Se intercambiaron varias cartas después de que sus diferentes asignaciones y el largo cautiverio de Laurens en manos británicas los separaron. En una de sus cartas antes de su matrimonio con Elizabeth Schuyler, Hamilton escribió a Laurens para asegurarle que su amistad no se vería disminuida. Hamilton a continuación, pasó a invitar a Laurens estar presente para «la consumación final» de su cortejo, que es su boda prevista para el otoño el 14 de diciembre de 1780, la cual Laurens no pudo asistir ya que había sido nombrado ministro en Francia por el Congreso después de ser liberado de la cautividad británica en noviembre de 1780.
Mientras que el lenguaje emocional no era poco común entre los del mismo género en este período histórico, el biógrafo de Hamilton, James Thomas Flexner, afirma que el lenguaje intensamente expresivo contenido en las cartas de Hamilton a Laurens «plantea cuestiones relativas a la homosexualidad» que «no pueden ser contestadas categóricamente».
La biografía hecha por Ron Chernow de Hamilton señala que la sodomía era un delito capital en todas las colonias en el momento, por lo que si «en realidad» tenían una relación, habría tenido que ser ejercida una abrumadora precaución; él concluye que, si bien no se puede demostrar que había una relación entre ellos, él es llevado a creer que Hamilton tenía «al menos» un «crush adolescente» en Laurens. Chernow también afirma que «Hamilton nunca formó amistades con facilidad y nunca más reveló su vida interior a otra persona como lo había hecho con Laurens. [...] Después de la muerte de John Laurens, Hamilton cerró todo compartimento de sus emociones y nunca los volvió a abrir». Las cartas de Laurens a Hamilton se observaron a ser menos frecuentes y, en comparación con Hamilton, menos apasionadas, pero es posible que algunas cartas escritas por Laurens hayan sido perdidas o destruidas.
Por otro lado, biógrafo Gregory D. Massey rechaza todas las especulaciones sobre las supuestas inclinaciones homosexuales de John Laurens y una relación Laurens-Hamilton como tal sin nada que la fundamente, describiendo su amistad como camaradería puramente platónica y colocando su correspondencia entre la escritura cariñosa de la época.
Además, durante sus estudios en Ginebra, compartió un bajo interés habitual en las niñas. Hecho que hace a muchos pensar que compartió una relación o «crush adolescente» con varios hombres más. Sin el control de nadie sobre él compartió sus pensamientos e ideales con Louis de Vègobre y Francis Kinloch, con el que posteriormente discutiría.

## Legado

### Cultura popular
Laurens lo representan heroicamente como un personaje secundario en el musical de 2015 Hamilton. Anthony Ramos originó el papel tanto en el Broadway como fuera de Broadway. Anthony Ramos hace de Laurens en "Alexander Hamilton", "Aaron Burr, Sir", "My Shot", "The Story Of Tonight", "Satisfied", "The Story of Tonight (reprise)"; pero se le menciona también en otras partes del musical. Suele aparecer acompañado de Alexander Hamilton, Laffayette, Hercules Mulligan y Aaron Burr. Además, en la canción "Laurens Interlude", cuando se le notifica a Hamilton que John Laurens muere, marca la separación entre el primer y segundo acto del musical.

### Histórico
Condado de Laurens en el estado estadounidense de Georgia fue nombrado en honor de Laurens.

A finales de 2003, Gregory D. Massey, profesor de la Universidad de Carolina del Sur , escribió acerca de Laurens para archivar América temprana :
Laurens nos habla más claramente hoy que otros hombres de la Revolución Americana cuyos nombres son mucho más familiares. A diferencia de todos los demás líderes políticos del sur de la época, creía que los negros compartían una naturaleza similar con los blancos, que incluía un derecho natural a la libertad. "Hemos hundido a los africanos y sus descendientes por debajo del estandarte de la humanidad", escribió, "y casi los hace incapaces de esa bendición que el Cielo igual otorgó a todos nosotros". Mientras que otros hombres consideraban que la propiedad era la base de la libertad, Laurens creía que la libertad que descansaba en el sudor de los esclavos no merecía el nombre. En ese sentido, por lo menos, sus creencias lo convierten en nuestro contemporáneo, un hombre digno de más atención que la nota de pie de página que ha sido en la mayoría de los relatos de la Revolución Americana.